# 塩屋紀克
塩屋 紀克（しおや ただよし、1972年10月13日 - ）は、NHKのアナウンサー。

## 人物
山口県岩国市出身。山口県立岩国高等学校を経て、広島大学総合科学部を卒業後、1995年に入局。
好きな食べ物はポン酢。

## 過去の担当番組・業務
松江放送局時代
- 島根県のニュース・中継・リポート
- おはよう島根（不定期）
- ニュース645しまね（不定期）

広島放送局時代
- 広島県・中国地方のニュース・リポート
- お好みワイドひろしま  - キャスター
  - 17時台（2000年8月 - 2001年3月）　
  - 18時台（2001年4月 - 2002年3月）

東京アナウンス室時代（1度目）
- NHK BSニュース（不定期）
- 土曜スタジオパーク（2005年4月 - 2007年3月、司会）
- 知られざる野生（「チーター 最速ランナーへの道」2007年5月6日、BShi、ナレーション）
- BS日本のうた（2005年4月 - 2008年3月）
- 首都圏ネットワーク・首都圏ニュース845（2007年8月6日 - 10日）池田達郎のキャスター代行

長崎放送局時代（2008年度 - 2011年6月）
- ニュース長崎EYE610（キャスター：2008年4月 - 2011年3月）
- ニュース845長崎（不定期）
- 長崎県のニュース・中継・リポート

山口放送局時代（2011年6月 - 2015年6月）
- 放送部副部長（アナウンス統括）
- 情報維新!やまぐち（編集責任者）
- ひるまえ直送便・山口（編集責任者）
- カフェのんた（編集責任者）
- やまぐち845（不定期）
- おはよう山口（不定期）
- 山口県のニュース・中継・リポート
- 山口放送局制作番組の編集責任者

東京アナウンス室時代（2度目）（2015年7月 - 2020年7月）
- 首都圏ネットワーク　リポーター・ニュースリーダー（2015年7月 - 2018年6月）
- ニュース・気象情報・リポート（主に関東甲信越ローカル）
- 民謡魂 ふるさとの歌（司会）（2016年4月 - 2020年9月放送分）
- 首都圏ニュース（2015年8月29日）瀧川剛史のキャスター代行
- 首都圏ニュース845（2015年10月7日、2016年3月11日、9月20日、2017年12月11日、2018年1月12日）
- 首都圏ネットワーク（2016年2月5日、15日 - 26日、2017年3月28日 - 31日、8月7日 - 10日、11月9日 - 13日、2018年1月23日）山田大樹のキャスター代行
- 2016年4月の熊本地震発生直後、熊本放送局に応援で派遣され、災害情報を中心にローカルニュースを担当した[2]。

仙台放送局時代（2020年8月 - 2024年5月）
- 宮城県・東北地方のニュース
- ニュースてれまさ845（不定期）
- 放送部アナウンス専任部長（2020年8月 - 2023年3月）→コンテンツセンターアナウンスグループ統括・部長級（2023年4月 - 2024年5月）
- 管理業務主体
- 仙台放送局制作番組の編集責任者

東京アナウンス室時代（3度目）（2024年5月 - ）
・デスク業務